# NK Kamensko Karlovac
NK Kamensko je nogometni klub iz karlovačkog naselja Kamenskog. Trenutačno je u stanju mirovanja.

## Povijest
Nogomet se u Kamenskom počeo igrati početkom 30-ih godina 20. stoljeća (1933. ili 1934. godine). U to vrijeme nije postojao organizirani klub, već se mladež iz Kamenskog sama organizirala i igrala prijateljske utakmice sa susjednim selima i momčadima. Prvu loptu u Kamensko donio je trgovac V. Jakić, ali je pravi poticaj razvoju nogometa bio dolazak Franje Stipošeka, bivšeg igrača zagrebačke Concordije i karlovačkog Građanskog, za učitelja 1939. godine. Zbog početka Drugog svjetskog rata nogomet se prestaje igrati, ali se prve utakmice organiziraju već početkom 1945. godine.
Skupina mještana, na čelu s igračem beogradskog Partizana Kirilom Simonovskim, koji je tada služio vojni rok u Karlovcu, 1947. godine osniva Sportski Aktiv Kamensko. SAK se nije natjecao u službenim prvenstvima.
Dana 18. siječnja 1951. godine održana je osnivačka skupština kluba pod imenom Fiskulturni aktiv Kamensko, ali iste godine mijenja ime u NK Pobjeda Kamensko. Prvi predsjednik kluba bio je Josip Bucalić Kokeza, tajnik Vladimir Lemić, dok je blagajnik bio Marko Žalac. Boja kluba bila je plavo-bijela, dok je zastava bila plava. Prvu utakmicu klub je odigrao protiv Vatrogasca iz Gornjeg Mekušja, te je istu izgubio rezultatom 6:0. Prvo igralište kluba bilo je na mjestu benzinske postaje u krugu vojarne. Službeni naziv igrališta bio je JNA. Na ovom terenu se igralo do 1955. godine, kada se seli preko puta vojarne. NK Pobjeda ovo ime klub nosi do 1955. godine, kada se nakon 5 kola klub gasi.
Rad kluba obnavlja se 1959. godine, te od tada nosi današnje ime, NK Kamensko. Do novog prestanka rada kluba dolazi 1963. godine, ali se već u sezoni 1965./66. klub vraća u službena natjecanja. 1980-ih godina dolazi do intenziviranja rada, a od 1983. godine u sklopu kluba postoje juniorska i pionirska selekcija.
Početkom Domovinskog rata, klub prestaje s radom, s obzirom na to da su Kamensko okupirali pobunjeni Srbi. Prvu službenu utakmicu u Republici Hrvatskoj, klub je odigrao 5. rujna 1993. godine u okviru 1. općinske nogometne lige. U to vrijeme, klub je koristio terene Zrinskog u Malom Erjavcu. Najveći uspjeh klub je ostvario u sezoni 1995./96. kada osvaja 1. mjesto u sjevernpoj grupi ŽNL Karlovačke, ali do ulaska u 3. HNL se ispriječio NK Cetingrad, koji je bio bolji u dva ogleda s Kamenskim.
Posljednju utakmicu klub je odigrao 13. lipnja 1999. godine, kada je u derbiju začelja protiv Kupe iz Donjeg Mekušja klub kažnjen oduzimanjem 3 boda, te tim postupkom relegiran u 2. ŽNL. Početkom sljedeće sezone održana je skupština kluba na kojoj je odlučeno da klub neće nastaviti s daljnjim natjecanjem, te je od tada klub neaktivan.

### Plasmani kluba kroz povijest
| Sezona                              | Liga                                           | Plasman                               |
| ----------------------------------- | ---------------------------------------------- | ------------------------------------- |
| 1951.                               | Zonska nogometna liga Karlovac Sjeverna grupa  | 5. mjesto                             |
| 1952.                               | Zonska nogometna liga Karlovac                 | 6. mjesto                             |
| 1952./53.                           | Zonska nogometna liga Karlovac                 | 1. mjesto                             |
| 1953./54.                           | Podsavezna nogometna liga NP Karlovac 1. grupa | 6. mjesto                             |
| 1954./55.                           | Karlovačka nogometna liga                      | 7. mjesto ↓1                          |
| 1955. – 1959. klub nije djelovao    |                                                |                                       |
| 1959./60.                           | Podsavezna nogometna liga NP Karlovac          | 5. mjesto                             |
| 1960./61.                           | Podsavezna nogometna liga NP Karlovac          | 3. mjesto                             |
| 1961./62.                           | Podsavezna nogometna liga NP Karlovac          | 2. mjesto                             |
| 1962./63.                           | 1. liga NP Karlovac                            |                                       |
| 1963. – 1965. klub se nije natjecao |                                                |                                       |
| 1965./66.                           | Podsavezna nogometna liga NP Karlovac          | 8. mjesto                             |
| 1966./67.                           | Podsavezna nogometna liga NP Karlovac          | 8. mjesto                             |
| 1967./68.                           | 2. Podsavezna nogometna liga NP Karlovac       | 4. mjesto                             |
| 1968./69.                           | Područna nogometna liga NSP Karlovac 2. razred | 4. mjesto                             |
| 1969./70.                           | Područna nogometna liga NSP Karlovac 2. razred | 7. mjesto                             |
| 1970./71.                           | Međupodručna nogometna liga NSP Karlovac       | 8. mjesto                             |
| 1971./72.                           | Područna nogometna liga NSP Karlovac           | 9. mjesto                             |
| 1972./73.                           | Područna nogometna liga NSP Karlovac           | 12. mjesto                            |
| 1973./74.                           | Područna nogometna liga NSP Karlovac           | 14. mjesto                            |
| 1974./75.                           | Međupodručna nogometna liga NSP Karlovac       | 13. mjesto                            |
| 1975./76.                           | Područna nogometna liga NSP Karlovac 2. razred | 6. mjesto                             |
| 1976./77.                           | Područna nogometna liga NSP Karlovac 2. razred | 7. mjesto                             |
| 1977./78.                           | 2. općinska nogometna liga Karlovac            | 7. mjesto                             |
| 1978./79.                           | 2. općinska nogometna liga Karlovac            | 10. mjesto                            |
| 1979./80.                           | 2. općinska nogometna liga Karlovac            | 9. mjesto                             |
| 1980./81.                           | 2. općinska nogometna liga Karlovac            | 7. mjesto                             |
| 1981./82.                           | 2. općinska nogometna liga Karlovac            | 6. mjesto                             |
| 1982./83.                           | 3. općinska nogometna liga Karlovac            | 1. mjesto                             |
| 1983./84.                           | 2. općinska nogometna liga Karlovac            | 2. mjesto                             |
| 1984./85.                           | 1. općinska nogometna liga Karlovac            | 16. mjesto                            |
| 1985./86.                           | 1. općinska nogometna liga Karlovac            | 9. mjesto                             |
| 1986./87.                           | 1. općinska nogometna liga Karlovac            | 9. mjesto                             |
| 1987./88.                           | 1. općinska nogometna liga Karlovac            | 6. mjesto                             |
| 1988./89.                           | 1. općinska nogometna liga Karlovac            | 10. mjesto                            |
| 1989./90.                           | 2. općinska nogometna liga Karlovac            | 2. mjesto                             |
| 1990./91.                           | 1. općinska nogometna liga Karlovac            | 10. mjesto                            |
| 1991./92.                           | klub nije djelovao                             | klub nije djelovao                    |
| 1992./93.                           | Općinska nogometna liga Karlovac 1. grupa      | 4. mjesto 7. mjesto (ukupan poredak)  |
| 1993./94.                           | Općinska nogometna liga Karlovac 1. grupa      | 5. mjesto 10. mjesto (ukupan poredak) |
| 1994./95.                           | ŽNL Karlovačka                                 | 6. mjesto                             |
| 1995./96.                           | ŽNL Karlovačka – Sjeverna grupa                | 1. mjesto ↓2                          |
| 1996./97.                           | 1. ŽNL Karlovačka                              | 5. mjesto                             |
| 1997./98.                           | 1. ŽNL Karlovačka                              | 5. mjesto                             |
| 1998./99.                           | 1. ŽNL Karlovačka                              | 12. mjesto                            |

1. ↑1 NK Pobjeda Kamensko brisana nakon 5 kola[1]
2. ↑2 Izgubio od NK Cetingrad u dvomeču za prvaka ŽNL Karlovačke

## Poznati igrači
- Ivica Karabogdan
- Josip Colnar
- Vladimir Sabljarić - Gumeni
- Vlado Jelkovac